# Karlheinz Simon
Karlheinz Simon (* 15. Juli 1913 in Dortmund; † 24. Februar 2007 in Lommersum) war ein deutscher Tischtennisspieler und -funktionär.  Er war deutscher Meister im Doppel.

## Aktiver Spieler
Seine Laufbahn begann er beim Verein ESV Blau-Rot Bonn (damals TTC Blau-Rot Bonn), den er mit begründete. 1934 wurde er Vizemeister bei der Westdeutschen Meisterschaft. 1947 gewann er in Heppenheim die deutsche Meisterschaft im Doppel zusammen mit Helmuth Hoffmann; sie schlugen im Endspiel Jupp Schlaf und Bernie Vossebein. Dreimal wurde er mit der Bonner Mannschaft (u. a. mit Helmuth Hoffmann, Albrecht Nicolai und Bernie Vossebein, Hans Köhler, Bert Huthmacher, Max Höper) Deutscher Vizemeister, nämlich 1947, 1948 und 1949; man unterlag im Endspiel jeweils dem MTV München von 1879.

## Funktionär
Vor dem Zweiten Weltkrieg war Simon Sportwart im Gau Mittelrhein. 1949 löste er Dr. Oscar Witscher als Vorsitzender des Westdeutschen Tischtennis-Verbandes WTTV ab. 1951 trat er aus gesundheitlichen Gründen zurück; er war 100 Prozent schwerkriegsbeschädigt. Im gleichen Jahr wurde er zum Ehrenvorsitzenden des WTTV ernannt. In der Folge übernahm er weitere Aufgaben im Vorstand.

## Simon-Cup
1967 initiierte der Leiter des Bonner Generalanzeigers Klemens Hoffstadt den Simon-Cup. Das ist ein jährlich ausgetragenes Mannschaftsturnier für den Breitensport – Teams der Kreisklassen und Kreisligen – im Bezirk Bonn. Dieses Turnier trägt Simon’s Namen. Oft waren mehr als 200 Mannschaften am Start.

## Privat
Simon wuchs in Essen und Bonn auf. Bis 1975 arbeitete er als Oberbaurat bei der Stadtverwaltung Bonn. Er war verheiratet und hatte drei Kinder. Zuletzt lebte er in Lommersum einem Ortsteil von Weilerswist.